# Бобриков, Николай Иванович
Никола́й Ива́нович Бо́бриков (15 [27] января 1839, Стрельна — 17 июня 1904, Гельсингфорс) — российский военный и государственный деятель. Финляндский генерал-губернатор и командующий войсками Финляндского военного округа (1898—1904). Член Государственного совета; генерал от инфантерии (1897), генерал-адъютант (1898). Был крайне непопулярен среди финских националистов и революционно-либеральной общественности России в связи с проводимой им русификаторской «объединительной» политикой; был смертельно ранен в Гельсингфорсе финским чиновником (финляндским шведом) Евгением (Эйгеном) Шауманом.

## Биография
Родился 15 (27) января 1839 года в Стрельне; его родители: член военно-медицинского комитета, старший ординатор Петербургского военно-сухопутного госпиталя Иван Васильевич Бобриков (1798—1883) и Александра Егоровна, урождённая Зеланд (1817—1896). Братья и сёстры: Любовь (1834—после 1888); правовед, статский советник Иван (1835—1880); Надежда (1837—после 1917); Георгий (1840—1924); Александр (1846 — после 1917).

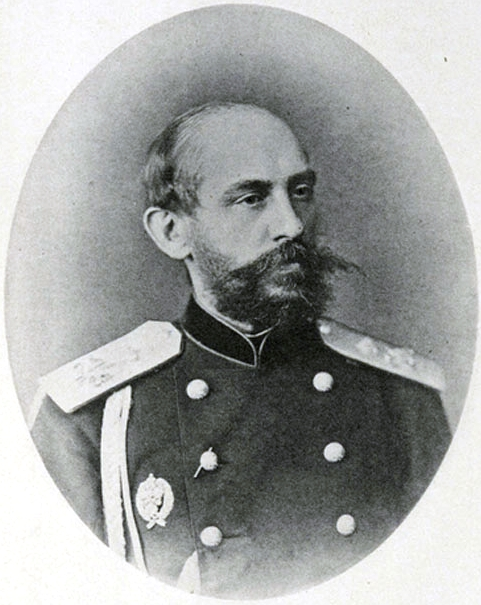
Н. И. Бобриков, генерал свиты Е. И. В., 1878

Получил образование в 1-м кадетском корпусе, из которого 30 июня 1858 года был выпущен поручиком в 1-й гренадерский стрелковый батальон. С 1 ноября 1860 года был прикомандирован к лейб-гвардии Уланскому Его Величества полку для изучения правил кавалерийской службы, 15 апреля 1861 года был зачислен в этот полк корнетом и 21 апреля того же года произведён в поручики лейб-гвардии.
С 25 августа 1862 года учился в Николаевской академии Генерального штаба, 17 апреля 1863 года был произведён в штабс-ротмистры и 9 ноября 1864 года, окончив курс по 1-му разряду, выпущен из академии в Главное управление Генерального штаба. В 1865 году командирован для наблюдения за перевозкой по Волге и Каспийскому морю молодых солдат, назначенных из резервных батальонов Московского и Казанского военных округов для пополнения полков Кавказского военного округа. За успешное выполнение этого задания Бобриков 28 октября 1865 года был произведён в капитаны и назначен исполняющим дела старшего адъютанта Казанского военного округа. 26 июня 1868 года назначен начальником штаба 22-й пехотной дивизии, 20 апреля 1869 года произведён в полковники.
С 15 октября 1876 года был назначен состоять при Главнокомандующем Дунайской армией великом князе Николае Николаевиче Старшем, в следующем году — исполняющим должность помощника начальника штаба Гвардейского корпуса. Участвовал в турецкой кампании 1877—1878 годов; 1 января 1878 года произведён в генерал-майоры (со старшинством от 30 августа того же года) и 14 июля зачислен в свиту Его Величества; 26 февраля 1884 года назначен начальником штаба войск гвардии и Петербургского военного округа (занимал эту должность до 1897 года); 30 августа 1884 года произведён в генерал-лейтенанты.
С 26 апреля 1896 года до 1 июня того же года присутствовал в Москве на коронационных торжествах, возглавлял особый штаб с правами Главного Штаба при великом князе Владимире Александровиче, под началом которого состоял специальный коронационный отряд.
6 декабря 1897 года произведён в генералы от инфантерии; 28 марта 1898 года назначен членом Военного совета.

### Финляндский генерал-губернатор
17 августа 1898 года пожалован в генерал-адъютанты и назначен на пост генерал-губернатора Финляндии, а также командующего войсками Финляндского военного округа.
При назначении генерал-губернатором Бобриков подал Николаю II записку, в которой наметил программу деятельности в Великом княжестве. Главные её пункты:
- объединение армии;
- упразднение или ограничение значения статс-секретариата;
- введение особого порядка рассмотрения дел, общих для Империи и Великого Княжества;
- принятие русского языка как официального в Сенате, в учебных заведениях и администрации;
- облегчение русским поступления на службу в Финляндии;
- установление надзора за университетом;
- пересмотр учебников всех финляндских учебных заведений;
- упразднение финлядской таможни и денежной системы;
- основание русской правительственной газеты;
- упрощение церемониала открытия сейма;
- пересмотр положения о генерал-губернаторе Великого Княжества Финляндского, изданного в 1812 году.

Эту программу Бобриков проводил, не во всем учитывая положения действовавшей в Финляндии конституции.
3 февраля 1899 года издан Высочайший манифест о порядке издания общих государственных законов, который был воспринят населением Великого княжества как посягательство на права автономии и вызвал массовое недовольство и протесты. 6 мая 1900 года Бобриков зачислен членом Государственного совета с сохранением должности. 29 июня 1901 года был утвержден указ о воинской повинности, по которому отменялась самостоятельная финляндская армия, а финнов стали призывать на общих основаниях в русскую армию. В делопроизводство Сената введён русский язык, основана «Финляндская газета», учебные заведения поставлены под бдительный контроль, «нелояльные» учителя устранены и так далее. Бобриков сурово преследовал газеты, многие ликвидировал; в 1902 он испросил особые полномочия и на основании их выслал за границу в административном порядке (до тех пор в Финляндии не существовавшем) многих общественных деятелей. Некоторыми мерами в пользу безземельных торпарей, а также помощью голодающим Бобриков пытался привлечь к себе низшие классы народа.

### Убийство

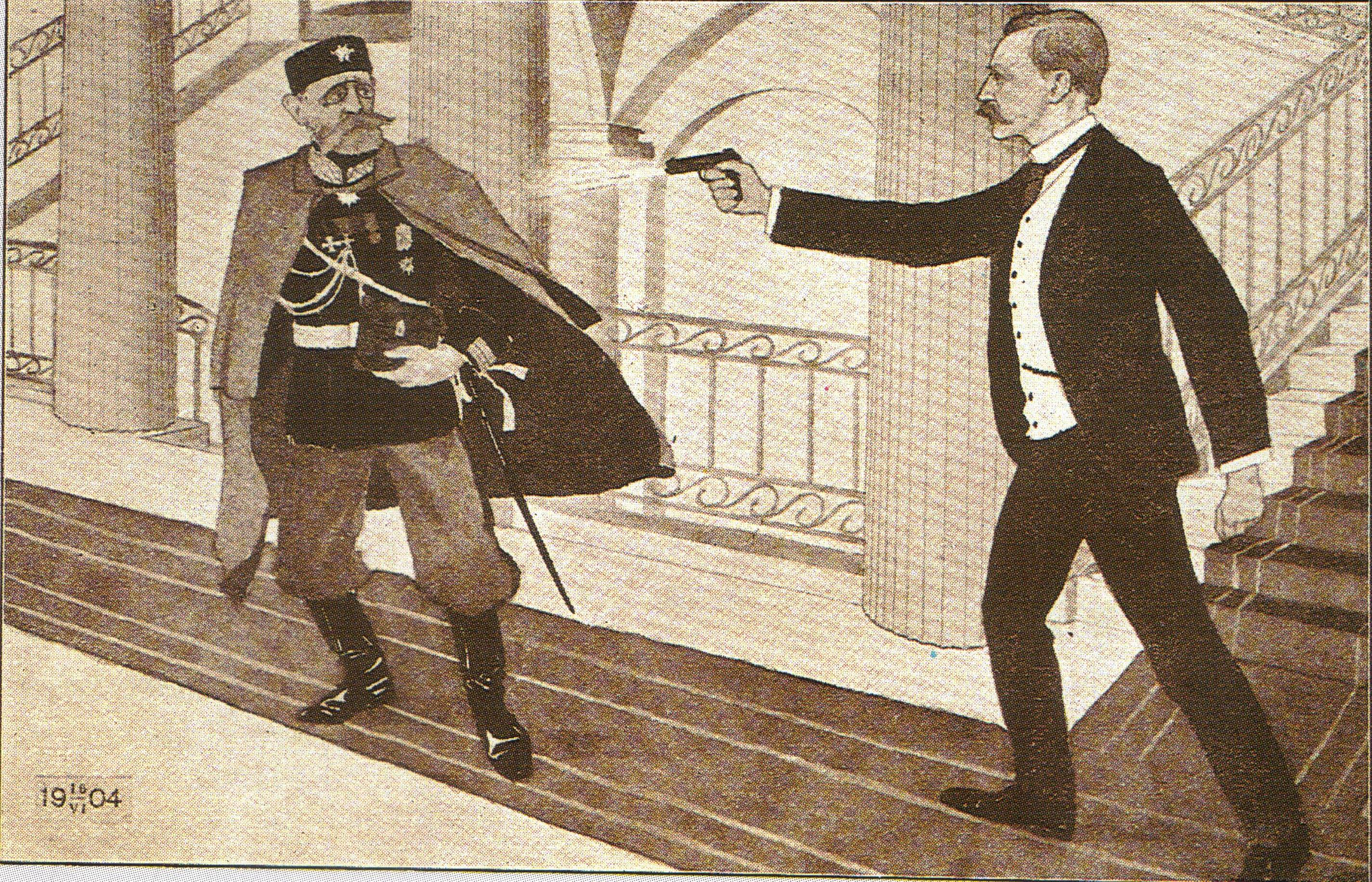

3 июня 1904 года в здании Финляндского сената Эйген Шауман, сын финляндского сенатора, выстрелом из пистолета системы Браунинга смертельно ранил Бобрикова, который в ночь на 4 июня скончался; сам Шауман после покушения застрелился. Сообщение в прессе так описывало это событие:

3 июня, в 11 ч. утра, в здании сената на площадке лестницы 2-го этажа, совершено покушение на жизнь финляндского генерал-губернатора и командующего войсками, генерал-адъютанта Н. И. Бобрикова; чиновник главного училищного управления в Финляндии и бывший служащий сената, сын бывшего сенатора, Евгений Шауман произвел три выстрела в генерал-губернатора. Одна пуля попала в шею неопасно, другая контузила, попав в орден, третья — в живот. По подании первой помощи русским врачом, генерал-губернатор перенесен домой. Врачи признали необходимым производство скорейшей операции. Раненый причастился. После сделанного чревосечения извлечена пуля. Найдено много сгустков крови; отнята часть пораженных пулею тонких кишек. Раненый тихо скончался в ночь на 4 июня. Преступник на месте застрелился.

В российском издании 1905 года покушение Шаумана приписывается решению шведской партии, не мирившейся с национально-русской политикой Бобрикова.
Погребён в Сергиевой пустыни.

## Военные чины
- Поручик (30.06.1858)[11]
- Корнет (15.04.1861)
- Поручик гвардии (21.04.1861)
- Штабс-ротмистр (17.04.1863)
- Капитан ген. штаба (27.10.1865)
- Подполковник (27.03.1867)
- Полковник (20.04.1869)
- Генерал-майор Свиты (30.08.1878)
- Генерал-лейтенант (30.08.1884)
- Генерал от инфантерии (06.12.1897)
- Генерал-адъютант (1898)

## Награды
- Орден Святой Анны 3-й степени (14 (26) апреля 1865)
- Орден Святого Станислава 2-й степени (4 (16) февраля 1867)
- единовременно 282 руб. (29 августа (10 сентября) 1868)
- Орден Святой Анны 2-й степени (17 (29) ноября 1869)
- единовременно 366 руб. (30 августа (11 сентября) 1870)
- Орден Святого Владимира 4-й степени (30 августа (11 сентября) 1871)
- Императорская корона к ордену Святой Анны 2 ст. (30 августа (11 сентября) 1873)
- Орден Святого Владимира 3-й степени (30 августа (11 сентября) 1875)
- Орден Святого Станислава 1-й степени (30 августа (11 сентября) 1878)
- Орден Святой Анны 1-й степени (30 августа (11 сентября) 1880)
- аренда 1200 р. в год на 6 лет с 30 августа (11 сентября) 1882 (4 (16) сентября 1882)
- Орден Святого Владимира 2-й степени (15 (27) мая 1883)
- подарок из Кабинета ЕИВ за труды в коронационной комиссии (12 (24) июля 1883)
- Орден Белого Орла (30 августа (11 сентября) 1887)
- Орден Святого Александра Невского (30 августа (11 сентября) 1891)
- Алмазные знаки к Ордену Святого Александра Невского (14 (26) мая 1896)
- аренда 3000 р. на 4 года (31 августа (13 сентября) 1900)
- Орден Святого Владимира 1-й степени (1 (14) января 1902)
- знак РОКК (1 (13) мая 1879)
- темно-бронзовая медаль «В память коронации императора Александра III» (1883)
- серебряная медаль «В память царствования императора Александра III» (26 февраля (9 марта) 1896)
- серебряная медаль «В память коронации Императора Николая II» (26 мая (7 июня) 1896)
- знак за труды по устройству коронационных торжеств (26 июля (7 августа) 1896)
- темно-бронзовая медаль «За труды по первой всеобщей переписи населения» (март 1897)
- знак в память 100-летия ведомства учреждений имп. Марии (2 (14) мая 1897)
- бронзовая медаль «В память царствования Императора Николая I» (1897)
- знак отличия беспорочной службы за XL лет (1900)

Высочайшая благодарность:
- за труды по зв. и.д. НШ округа (12 (24) октября 1878)
- за маневры и смотр (10 (22) августа 1896, 12 (24) августа 1896, 8 (20) июля 1898, 18 (30) июля 1898, 8 (20) августа 1898)
- за смотр и тактическое учение сводно-кавалерийского корпуса (28 июля (9 августа) 1897-29 июля (10 августа) 1897)
- за участие в законодательных трудах по преобразованию финл. упр. (20 марта (2 апреля) 1903)

Монаршее Благоволение:
- за 4-летние труды по составлению военно-статистического обозрения Петербургского военного округа (18.04.1885)[12]

Иностранные:
- Персидский Орден Льва и Солнца 2 ст. (1878)
- Сербский Орден Таковского креста 2 ст. (6.06.1879)
- Черногорский Орден Данило I 1 ст. (24.01.1883)
- Гессен-Дармштадтский Орден Филиппа Великодушного 1 ст. (18.09.1884)
- Испанский Орден Военных Заслуг большой крест (18.09.1885)
- Прусский Орден Красного Орла 1 ст. (21.01.1887)
- Австрийский Орден Железной короны большой крест (21.01.1887)
- Алмазные знаки к Ордену Красного Орла 1 ст. (24.09.1888)
- Мекленбург-Шверинский Орден Грифона 1 ст. (дан 27.09.1889, разрешено носить - 3.10.1889)
- Греческий Орден Спасителя большой крест (3.10.1889)
- Французский Орден Почетного Легиона большой офицерский крест (21.01.1891)
- Сербский Орден Таковского креста 1 ст. (сентябрь 1891)
- Бухарский Орден Благородной Бухары с алмазами (26.05.1893)
- Мекленбург-Шверинский Орден Вендской короны большой крест (30.01.1895)
- Абиссинский Орден Печати Соломона 2 ст. (13.09.1895)
- Баденский Орден Бертольда I большой крест (сентябрь 1896)
- Болгарский Орден «Святой Александр» 1 ст. (декабрь 1896)
- Итальянский Орден Короны Италии большой крест  (декабрь 1896)
- Персидский Орден Льва и Солнца 1 ст. (1896)
- Баденский Орден Церингенского льва большой крест (1896)
- Румынский Орден Короны большой крест (январь 1897)
- Австрийский Орден Леопольда большой крест (9.06.1897)
- Саксен-Альтенбургский Орден Эрнестинского дома большой крест (17.06.1897)
- Сиамский Орден Короны Сиама 1 ст. (26.02.1898)
- Румынский Орден Звезды Румынии большой крест (15.02.1899)

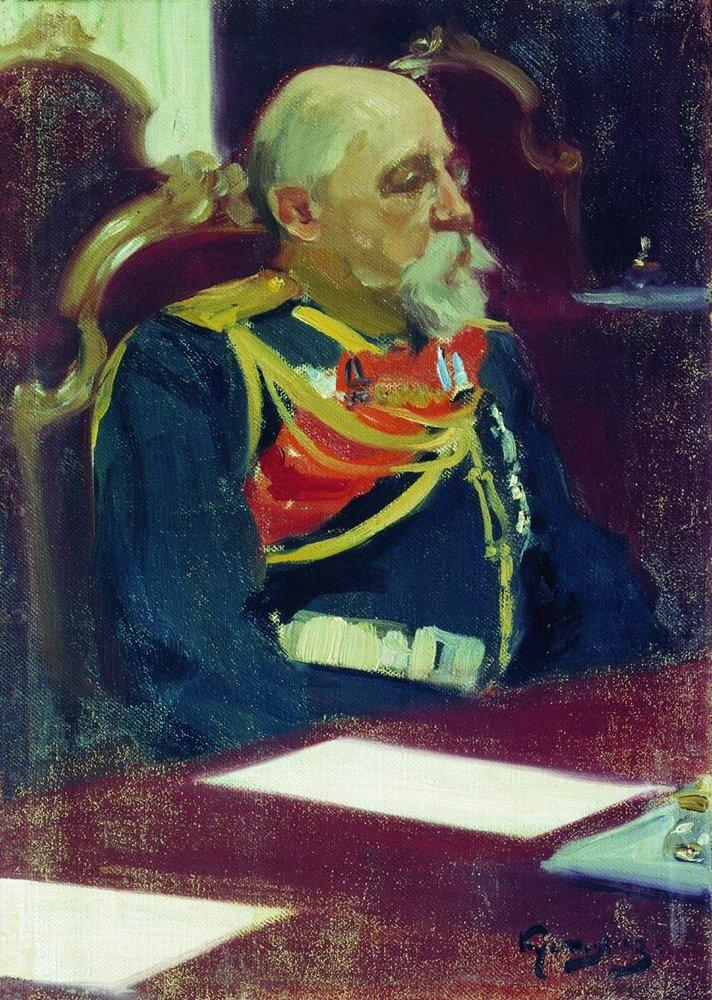
Н. И. Бобриков на этюде И. Е. Репина к картине «Торжественное заседание Государственного Совета».

## Семья
- Первая жена — Ольга Петровна, урождённая Леонтьева (1848—1895)[13]; их дети:
  - Ольга (1869—1933) выпускница Екатерининского института благородных девиц в Петербурге, была репрессирована, погибла на Соловках. Дважды замужем. 1-й брак — Владимир Фёдорович Ганскау[14], брат М.Ф.Ганскау; в браке было двое сыновей: Николай (1889–1917, погиб в Первую мировую войну) и Владимир (1890–1915, погиб в Первую мировую войну[15]).  2-й муж — Эммануил Фёдорович Шванебах[16], сын Ф.А.Шванебаха; от этого брака — сын Борис (1903–1981), с 1922 года служивший в РККА[17].
  - Мария (1873—1951), фрейлина, эмигрировала. 1-й муж — генерал от инфантерии М. С. Андреев, 2-й муж — генерал-майор барон А. Г. Торнау[18]. От первого брака — дочь Ольга (1895–1979, Париж).
  - Любовь (1880—1939), эмигрировала, жила во Франции. Замужем за военным агентом в Турции генерал-лейтенантом И. А. Хольмсеном. Дети: Николай Хольмсен (1901–1962, США) и Ольга Хольмсен, в замуж. Бодиско.
  - Николай (1882—1956), полковник, в годы Гражданской войны воевал в рядах Добровольческой армии.
- Вторая жена (с 26 января 1897 г.) — Елизавета Ивановна, урождённая баронесса Сталь-фон-Гольштейн (1860—после 1917), дочь генерала от кавалерии И. К. Сталь-фон-Гольштейна.
  - Елизавета (23.12.1897—1945), эмигрировала. Ее муж — Георгий (Юрий) Владимирович Зубов (1892–1970), полковник, служил в Лейб-гвардии Преображенском полку, участник Первой мировой войны, после 1917 года — в ВСЮР, участник Первого Кубанского («Ледяного») похода, секретарь Союза Георгиевских кавалеров в Париже. .

## Упоминания в культуре
- Известный советский писатель Лев Успенский в своих «Записках старого петербуржца»[19] рассказывал, как в дни масленицы по центральным улицам столицы, развлекая детвору, разъезжали нарядные финские саночки. Возница-финн, которого обычно называли «вейка» (от фин. veikko брат), покрикивал на свою мохнатую лошадку: «Нно, поприкков ракляттый!». Финский извозчик понукал лошадку не на родном для них обоих наречии, а «по-русски». В этом «поприкков ракляттый» (Бобриков проклятый) заключался аттракцион для столичной публики, которая знала, что вейка ругает свою  лошадку именем генерал-губернатора Финляндии, имевшего репутацию яростного русификатора и черносотенца.
- Убийство Бобрикова кратко упоминается в романе Д. Джойса «Улисс», в эпизоде «Лимерик Линехана» (англ. Lenehan’s Limerick), и произошло в тот же год и день (Блумсдэй), который там описан.
- Бобриков упоминается в известной финской песне «Njet Molotoff» времён советско-финской войны, где в обращении к Молотову говорится: «Ты врёшь даже больше, чем Бобриков»[20].
- Иннокентий Смоктуновский сыграл губернатора Бобрикова в советско-финском фильме «Доверие» (1975).